# Kronecker-szorzat
A Kronecker-szorzat (Leopold Kronecker után) egy fogalom a mátrixszámításban.

## Definíció
Ha {\displaystyle A} {\displaystyle m\times n} méretű és {\displaystyle B} {\displaystyle p\times q} méretű mátrix, akkor a {\displaystyle C=A\otimes B} Kronecker-szorzat nem más, mint
{\displaystyle C=(a_{ij}\cdot B)={\begin{pmatrix}a_{11}B&\cdots &a_{1n}B\\\vdots &\ddots &\vdots \\a_{m1}B&\cdots &a_{mn}B\end{pmatrix}}}
azaz az {\displaystyle A} mátrix minden elemét megszorozzuk a {\displaystyle B} mátrixszal, és ebből képezünk egy új mátrixot, aminek mérete {\displaystyle mp\times nq.}
Részletesebben:
{\displaystyle {\mathbf {A} \otimes \mathbf {B} }={\begin{bmatrix}a_{11}b_{11}&a_{11}b_{12}&\cdots &a_{11}b_{1q}&\cdots &\cdots &a_{1n}b_{11}&a_{1n}b_{12}&\cdots &a_{1n}b_{1q}\\a_{11}b_{21}&a_{11}b_{22}&\cdots &a_{11}b_{2q}&\cdots &\cdots &a_{1n}b_{21}&a_{1n}b_{22}&\cdots &a_{1n}b_{2q}\\\vdots &\vdots &\ddots &\vdots &&&\vdots &\vdots &\ddots &\vdots \\a_{11}b_{p1}&a_{11}b_{p2}&\cdots &a_{11}b_{pq}&\cdots &\cdots &a_{1n}b_{p1}&a_{1n}b_{p2}&\cdots &a_{1n}b_{pq}\\\vdots &\vdots &&\vdots &\ddots &&\vdots &\vdots &&\vdots \\\vdots &\vdots &&\vdots &&\ddots &\vdots &\vdots &&\vdots \\a_{m1}b_{11}&a_{m1}b_{12}&\cdots &a_{m1}b_{1q}&\cdots &\cdots &a_{mn}b_{11}&a_{mn}b_{12}&\cdots &a_{mn}b_{1q}\\a_{m1}b_{21}&a_{m1}b_{22}&\cdots &a_{m1}b_{2q}&\cdots &\cdots &a_{mn}b_{21}&a_{mn}b_{22}&\cdots &a_{mn}b_{2q}\\\vdots &\vdots &\ddots &\vdots &&&\vdots &\vdots &\ddots &\vdots \\a_{m1}b_{p1}&a_{m1}b_{p2}&\cdots &a_{m1}b_{pq}&\cdots &\cdots &a_{mn}b_{p1}&a_{mn}b_{p2}&\cdots &a_{mn}b_{pq}\end{bmatrix}}.}

## Példák

### Első példa
{\displaystyle {\begin{pmatrix}1&2\\3&4\end{pmatrix}}\otimes {\begin{pmatrix}5&6\\7&8\end{pmatrix}}={\begin{pmatrix}1\cdot {\begin{pmatrix}5&6\\7&8\end{pmatrix}}&2\cdot {\begin{pmatrix}5&6\\7&8\end{pmatrix}}\\\\3\cdot {\begin{pmatrix}5&6\\7&8\end{pmatrix}}&4\cdot {\begin{pmatrix}5&6\\7&8\end{pmatrix}}\end{pmatrix}}={\begin{pmatrix}5&6&10&12\\7&8&14&16\\15&18&20&24\\21&24&28&32\end{pmatrix}}}

### Második példa
{\displaystyle {\begin{pmatrix}1&3&2\\1&0&0\\1&2&2\end{pmatrix}}\otimes {\begin{pmatrix}0&5\\5&0\\1&1\end{pmatrix}}={\begin{pmatrix}1\cdot {\begin{pmatrix}0&5\\5&0\\1&1\end{pmatrix}}&3\cdot {\begin{pmatrix}0&5\\5&0\\1&1\end{pmatrix}}&2\cdot {\begin{pmatrix}0&5\\5&0\\1&1\end{pmatrix}}\\\\1\cdot {\begin{pmatrix}0&5\\5&0\\1&1\end{pmatrix}}&0\cdot {\begin{pmatrix}0&5\\5&0\\1&1\end{pmatrix}}&0\cdot {\begin{pmatrix}0&5\\5&0\\1&1\end{pmatrix}}\\\\1\cdot {\begin{pmatrix}0&5\\5&0\\1&1\end{pmatrix}}&2\cdot {\begin{pmatrix}0&5\\5&0\\1&1\end{pmatrix}}&2\cdot {\begin{pmatrix}0&5\\5&0\\1&1\end{pmatrix}}\end{pmatrix}}={\begin{pmatrix}0&5&0&15&0&10\\5&0&15&0&10&0\\1&1&3&3&2&2\\0&5&0&0&0&0\\5&0&0&0&0&0\\1&1&0&0&0&0\\0&5&0&10&0&10\\5&0&10&0&10&0\\1&1&2&2&2&2\end{pmatrix}}}

## Tulajdonságai
A Kronecker-szorzás nem kommutatív, ami azt jelenti, hogy általában
{\displaystyle A\otimes B\neq B\otimes A}
Azonban mindig vannak {\displaystyle P,Q} permutációmátrixok, hogy
{\displaystyle A\otimes B=P(B\otimes A)Q}
Hogyha {\displaystyle A} és {\displaystyle B} négyzetes, akkor választhatók úgy, hogy {\displaystyle P=Q^{T}} legyen.
A Kronecker-szorzás bilineáris, vagyis
{\displaystyle A\otimes (B+C)=A\otimes B+A\otimes C}
{\displaystyle (B+C)\otimes A=B\otimes A+C\otimes A}
{\displaystyle \lambda (A\otimes B)=(\lambda A)\otimes B=A\otimes (\lambda B)}
A Kronecker-szorzás asszociatív:
{\displaystyle A\otimes (B\otimes C)=(A\otimes B)\otimes C}
A transzponáltakra teljesül, hogy:
{\displaystyle (A\otimes B)^{T}=A^{T}\otimes B^{T}}.
A komplex konjugált mátrixra:
{\displaystyle {\overline {A\otimes B}}={\overline {A}}\otimes {\overline {B}}}.
Az adjungált mátrixra teljesül, hogy:
{\displaystyle (A\otimes B)^{*}=A^{*}\otimes B^{*}}
A Kronecker-szorzat rangja:
{\displaystyle \mathrm {Rang} (A\otimes B)=\mathrm {Rang} (A)\cdot \mathrm {Rang} (B)}.
Ha {\displaystyle A} mérete {\displaystyle n\times n} és {\displaystyle B} mérete {\displaystyle m\times m}, akkor a Kronecker-szorzat determinánsa
{\displaystyle \det(A\otimes B)={\det }^{m}(A)\,{\det }^{n}(B)}.
Ha {\displaystyle (\lambda _{i})_{i=1..n}\,} az {\displaystyle A} és {\displaystyle (\mu _{j})_{j=1..m}\,} a {\displaystyle B} sajátértékei, akkor
{\displaystyle (\lambda _{i}\,\mu _{j})_{i=1..n \atop j=1..m}} az {\displaystyle A\otimes B} mátrix sajátértékei.
Ha {\displaystyle A,B} invertálható, akkor
{\displaystyle (A\otimes B)^{-1}=A^{-1}\otimes B^{-1}}.
Legyenek {\displaystyle A,B,C} és {\displaystyle D} komplex mátrixok a
- {\displaystyle A:m\times n}
- {\displaystyle B:p\times q}
- {\displaystyle C:n\times r}
- {\displaystyle D:q\times s}

dimenziókkal; ekkor léteznek az {\displaystyle AC} és a {\displaystyle BD} szorzatok, és

{\displaystyle AC\otimes BD=(A\otimes B)(C\otimes D)}.
A pszeudoinverzekre
{\displaystyle (A\otimes B)^{+}=A^{+}\otimes B^{+}}.
Általában, ha {\displaystyle A^{-}} és {\displaystyle B^{-}} {\displaystyle A} és {\displaystyle B} általánosított inverzei, akkor {\displaystyle A^{-}\otimes B^{-}} az {\displaystyle A\otimes B} általánosított inverze.

## Mátrixegyenletek
Adva legyenek az {\displaystyle A\in \mathrm {Mat} (k\times \ell ),\,B\in \mathrm {Mat} (m\times n),\,C\in \mathrm {Mat} (k\times n)} mátrixok, és keressük azt az {\displaystyle X\in \mathrm {Mat} (\ell \times m)} mátrixot, amire {\displaystyle AXB=C\,}. Ekkor teljesül a következő ekvivalencia:
{\displaystyle AXB=C\iff (B^{T}\otimes A)\,\operatorname {vec} (X)=\operatorname {vec} (C)}
ahol {\displaystyle \operatorname {vec} } a mátrix oszloponkénti vektorizáltja oszlopvektorrá.
Jelölje az {\displaystyle X\in \mathrm {Mat} (\ell \times m)} mátrix oszlopait {\displaystyle {\vec {x}}_{1},...,{\vec {x}}_{m}}, ekkor az {\displaystyle \operatorname {vec} (X)={\begin{pmatrix}{\vec {x}}_{1}\\\vdots \\{\vec {x}}_{m}\end{pmatrix}}} egy {\displaystyle \ell \cdot m} hosszú oszlopvektor. Hasonlóan, {\displaystyle \operatorname {vec} (C)} egy {\displaystyle m\cdot n} oszlopvektor.
A vektorizáltból visszaszámítható a mátrix, így ha megvan {\displaystyle X\in \mathrm {Mat} (\ell \times m)}, akkor az {\displaystyle X} mátrix is megvan.

### Az ekvivalencia bizonyítása
Teljesül {\displaystyle AXB=C\iff AX\left({\vec {b}}_{1},...,{\vec {b}}_{n}\right)=\left({\vec {c}}_{1},...,{\vec {c}}_{n}\right)\iff AX{\vec {b_{i}}}={\vec {c_{i}}}\iff {\begin{pmatrix}AX{\vec {b}}_{1}\\\vdots \\AX{\vec {b}}_{n}\end{pmatrix}}=\operatorname {vec} (C)}
ahol {\displaystyle {\begin{pmatrix}A({\vec {x}}_{1},...,{\vec {x}}_{m}){\vec {b}}_{1}\\\vdots \\A({\vec {x}}_{1},...,{\vec {x}}_{m}){\vec {b}}_{n}\end{pmatrix}}={\begin{pmatrix}A(b_{11}{\vec {x}}_{1}+...+b_{m1}{\vec {x}}_{m})\\\vdots \\A(b_{1n}{\vec {x}}_{1}+...+b_{mn}{\vec {x}}_{m})\end{pmatrix}}={\begin{pmatrix}A\,b_{11}&\cdots &A\,b_{m1}\\\vdots &\ddots &\vdots \\A\,b_{1n}&\cdots &A\,b_{mn}\end{pmatrix}}{\begin{pmatrix}{\vec {x}}_{1}\\\vdots \\{\vec {x}}_{m}\end{pmatrix}}=(B^{T}\otimes A)\,\operatorname {vec} (X)}

### Mátrix együtthatós egyenletek
Az {\displaystyle i=1,...,r\,} és {\displaystyle j=1,...,s\,} indexekhez legyenek adva az {\displaystyle A_{ij}\in \mathrm {Mat} (k\times \ell ),\,B_{ij}\in \mathrm {Mat} (m\times n),\,C_{i}\in \mathrm {Mat} (k\times n)} mátrixok.
Keressük az {\displaystyle X_{i}\in \mathrm {Mat} (\ell \times m)} mátrixokat, amelyekre megoldjuk az
{\displaystyle {\begin{bmatrix}A_{11}X_{1}B_{11}+...+A_{1s}X_{s}B_{1s}&=&C_{1}\\&\vdots &\\A_{r1}X_{1}B_{r1}+...+A_{rs}X_{s}B_{rs}&=&C_{r}\\\end{bmatrix}}}
egyenleteket. Ez ekvivalens a következő egyenletrendszer megoldásával:
{\displaystyle {\begin{pmatrix}B_{11}^{T}\otimes A_{11}&\cdots &B_{1s}^{T}\otimes A_{1s}\\\vdots &\ddots &\vdots \\B_{r1}^{T}\otimes A_{r1}&\cdots &B_{rs}^{T}\otimes A_{rs}\\\end{pmatrix}}{\begin{pmatrix}\operatorname {vec} \,X_{1}\\\vdots \\\operatorname {vec} \,X_{s}\end{pmatrix}}={\begin{pmatrix}\operatorname {vec} \,C_{1}\\\vdots \\\operatorname {vec} \,C_{r}\end{pmatrix}}}

## Kapcsolat a tenzorszorzással
Adva legyenek a véges dimenziós vektorterek közötti {\displaystyle \varphi _{1}:V_{1}\longrightarrow W_{1}} és {\displaystyle \varphi _{2}:V_{2}\longrightarrow W_{2}} lineáris leképezések. Ekkor egyértelműen létezik egy
{\displaystyle \varphi _{1}\otimes \varphi _{2}:V_{1}\otimes V_{2}\longrightarrow W_{1}\otimes W_{2}} lineáris leképezés
a {\displaystyle \varphi _{1}\otimes \varphi _{2}(v_{1}\otimes v_{2})=\varphi _{1}(v_{1})\otimes \varphi _{2}(v_{2})} -vel vett tenzorszorzatok között.
Hogyha bázist választunk az {\displaystyle V_{1},W_{1},V_{2}} és {\displaystyle W_{2}} tereken, akkor a {\displaystyle \varphi _{1}} lineáris leképezés ábrázolható egy mátrixszal. Jelölje ezt a mátrixot {\displaystyle A}, és a {\displaystyle \varphi _{2}} ábrázolását {\displaystyle B}! Ekkor az {\displaystyle A\otimes B} Kronecker-szorzat a {\displaystyle \varphi _{1}\otimes \varphi _{2}} tenzorszorzat ábrázolása. A bázisvektorok szintén tenzorszorzódnak, tehát ha {\displaystyle (e_{1},e_{2},\ldots ,e_{n})} a {\displaystyle V_{1}} bázisa, és {\displaystyle (f_{1},f_{2},\ldots ,f_{p})} a {\displaystyle V_{2}} bázisa az ábrázolásban, akkor a Kronecker-szorzat a {\displaystyle (e_{1}\otimes f_{1},e_{1}\otimes f_{2},\ldots ,e_{1}\otimes f_{p},e_{2}\otimes f_{1},\ldots ,e_{n}\otimes f_{p-1},e_{n}\otimes f_{p})} bázisban lesz a tenzorszorzat mátrixa.

## További alkalmazásai
A Kronecker-szorzást használják például az általánosított regressziós analízisben a korrelált hibák kovarianciamátrixának előállításához. Az eredmény egy blokkdiagonális mátrix.
A kvantummechanikában több részecskés rendszereket írnak le a segítségével, ahol minden részecske spektruma korlátos. Nem korlátos spektrum esetén csak a Kronecker-szorzat algebrai szerkezete marad meg, mivel ekkor nem nem ábrázolható mátrixokkal.

## Kapcsolódó műveletek
A Tracy‑Singh és a Khatri–Rao-szorzatok a Kronecker-szorzat általánosításai blokkmátrixokra. Legyen az A m × n-es mátrix mi × nj méretű Aij blokkokra, a B p × q-s mátrix pk × ql méretű Bkl blokkokra particionálva, ahol Σi mi = m, Σj nj = n, Σk pk = p és Σl ql = q.

### Tracy–Singh-szorzat
A Tracy–Singh-szorzat definíciója:
{\displaystyle \mathbf {A} \circ \mathbf {B} =(\mathbf {A} _{ij}\circ \mathbf {B} )_{ij}=((\mathbf {A} _{ij}\otimes \mathbf {B} _{kl})_{kl})_{ij}}
ahol a szorzat ij indexű blokkja az mi p × nj q méretű Aij ○ B mátrix, ahol is (kl)-edik blokk az mi pk × nj ql méretű Aij ⊗ Bkl mátrix. Azaz a Tracy‑Singh-szorzat a blokkok Kronecker-szorzatának blokkmátrixa.
Példa:
Legyenek A és B mindketten 2 × 2-es blokkmátrixok:
{\displaystyle \mathbf {A} =\left[{\begin{array}{c | c}\mathbf {A} _{11}&\mathbf {A} _{12}\\\hline \mathbf {A} _{21}&\mathbf {A} _{22}\end{array}}\right]=\left[{\begin{array}{c c | c}1&2&3\\4&5&6\\\hline 7&8&9\end{array}}\right],\quad \mathbf {B} =\left[{\begin{array}{c | c}\mathbf {B} _{11}&\mathbf {B} _{12}\\\hline \mathbf {B} _{21}&\mathbf {B} _{22}\end{array}}\right]=\left[{\begin{array}{c | c c}1&4&7\\\hline 2&5&8\\3&6&9\end{array}}\right],}
kapjuk, hogy:
{\displaystyle \mathbf {A} \circ \mathbf {B} =\left[{\begin{array}{c | c}\mathbf {A} _{11}\circ \mathbf {B} &\mathbf {A} _{12}\circ \mathbf {B} \\\hline \mathbf {A} _{21}\circ \mathbf {B} &\mathbf {A} _{22}\circ \mathbf {B} \end{array}}\right]=\left[{\begin{array}{c | c | c | c }\mathbf {A} _{11}\otimes \mathbf {B} _{11}&\mathbf {A} _{11}\otimes \mathbf {B} _{12}&\mathbf {A} _{12}\otimes \mathbf {B} _{11}&\mathbf {A} _{12}\otimes \mathbf {B} _{12}\\\hline \mathbf {A} _{11}\otimes \mathbf {B} _{21}&\mathbf {A} _{11}\otimes \mathbf {B} _{22}&\mathbf {A} _{12}\otimes \mathbf {B} _{21}&\mathbf {A} _{12}\otimes \mathbf {B} _{22}\\\hline \mathbf {A} _{21}\otimes \mathbf {B} _{11}&\mathbf {A} _{21}\otimes \mathbf {B} _{12}&\mathbf {A} _{22}\otimes \mathbf {B} _{11}&\mathbf {A} _{22}\otimes \mathbf {B} _{12}\\\hline \mathbf {A} _{21}\otimes \mathbf {B} _{21}&\mathbf {A} _{21}\otimes \mathbf {B} _{22}&\mathbf {A} _{22}\otimes \mathbf {B} _{21}&\mathbf {A} _{22}\otimes \mathbf {B} _{22}\end{array}}\right]}
{\displaystyle =\left[{\begin{array}{c c | c c c c | c | c c}1&2&4&7&8&14&3&12&21\\4&5&16&28&20&35&6&24&42\\\hline 2&4&5&8&10&16&6&15&24\\3&6&6&9&12&18&9&18&27\\8&10&20&32&25&40&12&30&48\\12&15&24&36&30&45&18&36&54\\\hline 7&8&28&49&32&56&9&36&63\\\hline 14&16&35&56&40&64&18&45&72\\21&24&42&63&48&72&27&54&81\end{array}}\right].}

## Története
A Kronecker-szorzatot Leopold Kronecker után nevezték el, aki elsőként definiálta és használta. Korábban néha Zehfuss-mátrixnak nevezték, Johann Georg Zehfuss nyomán.